# Custer (canção)
"Custer" é uma canção da banda de heavy metal estadunidense Slipknot, para seu quinto álbum de estúdio .5: The Gray Chapter. Lançada inicialmente como terceiro single do álbum e depois apenas como single promocional da banda. 

## Recepção da crítica
Metal Hammer descreve o trabalho como tendo "um ar do álbum auto intitulado, sobre isso, com um arranhão de Sid na abertura de fundo e quase um poema no verso". A Artist Direct escreveu a canção como envolvente.